# ヤマハ・GX-1 (エレキギター)
GX-1（ジーエックス・ワン）は、ヤマハが開発・発売した、エレクトリックギターである。1980年代後半に多かったスタインバーガーにならったヘッドレスギターのひとつ。初期のスタインバーガーと同じく24フレット、2ハムバッカー仕様にブラックカラーが採用されている。

## 概要
特殊素材を採用したスタインバーガーと異なり、オーソドックスな木製ボディのスルー・ネック構造を採用している。材質の違いもあってか価格は4〜3分の1、重量も3kg前後と軽量に抑えられている(スタインバーガーの初期モデルは45万円前後、重量は4キロ前後が多いとされる)。
木材とパッシブピックアップによるサウンドはオーソドックスなものではあるが、ダブルポールの専用弦を必要としない、演奏のさいのボディバランスを見直した形状、扱いやすいトレモロユニットなど、当時のスタインバーガーの欠点も幾つか見直したものとなっている。
コントロール部はピックアップを切り替える3WAYセレクター、1ボリューム、1トーン。トーン・ノブはピックアップのシングルとハムを切り替えるバイサウンドスイッチを兼ねている。

## 購入にあたって
チューナーも兼ねるトレモロユニット(ロック機能付き)がスタインバーガーの廉価版に採用されているR-tremとは全く異なる形状で、フロイドローズにチューナー機能を付加したような構造になっている。使い勝手は比べものにならないほど向上しているものの、現在では非常にレアなパーツとなっているため市販品で交換が可能か、その際ボディの「ザグり」形状の改造などが必要かなどは不明である。
Hohnerのギターなどと同じく、パッシブピックアップにEMGピックアップを意識したであろうピックアップカバーが付けられているが、本機のカバーはピックアップを固定する役割も兼ねており無改造で取り外しは出来ない(ピックアップとボディの間にはバネでなく経年変化するゴム製のスポンジが挟まっている)。こちらは木製ボディを採用していることもあり、ピックアップ交換なども含めた改造は比較的容易と思われる。

## 仕様
- 発売月	1986年10月
- 販売終了年：1988年
- 発売時価格：120,000円
- 主な仕様：ボディ/ネック構造　スルーネック
- スケール：648mm
- 指板：ストライプドエボニー
- フレット数：24
- ボディ：マホガニー
- ネック：メイプル＋マホガニー（3重構造）
- ペグ：ブラック仕上げ
- ブリッジ：Quick Tuning, Adjustable Tail Elevator
- ピックアップ：SGX-1C"SPINEX"×2
- ピックアップスイッチ：3PセレクターSW
- コントロール：1ボリューム、1トーン
- カラー：ブラック
- 重量:2.8kg

非売品のホワイトボディーモデルGX-2が存在する。